# Vincent Price

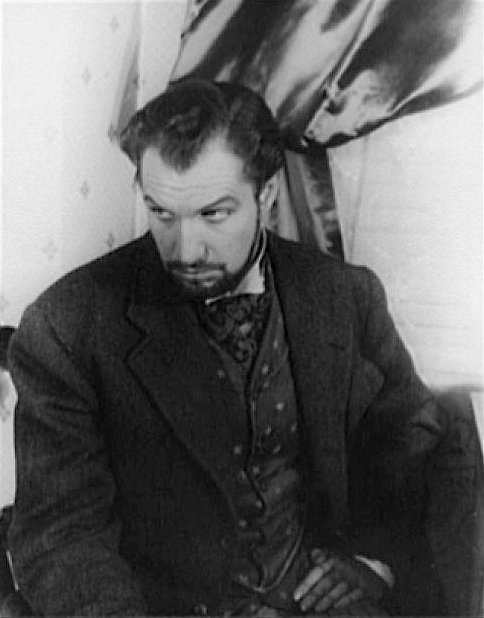
Vincent Price in "Angel Street", 1942

Vincent Leonard Price Jr. (St. Louis (Missouri), 27 mei 1911 – Los Angeles (Californië), 25 oktober 1993) was een Amerikaans acteur. Hij is voornamelijk bekend om zijn rollen in horrorfilms.

## Jeugd en vroege carrière
Price werd geboren in St. Louis in de staat Missouri. Zijn vader was directeur van de National Candy Company, zijn grootvader was de 'uitvinder' van Dr. Price's Baking Powder en verzekerde de familie van een vrij bescheiden kapitaal. Vincent werd opgeleid aan de Yale-universiteit en het Courtauld Institute in Londen, in kunstgeschiedenis en fijne kunst. In de jaren dertig raakte hij geïnteresseerd in het theater. Vanaf 1935 was hij beroepsacteur.

## Carrière
Zijn filmdebuut was zijn rol in de film Service de Luxe, daarna speelde hij in verschillende andere films, zoals in Laura (1944) van Otto Preminger. In de jaren vijftig begon hij meer rollen aan te nemen in het horrorgenre en speelde hij in films als House of Wax (1953) en The Fly (1958).
In de jaren 60 had Price enkele successen. Hij speelde onder andere in low-budget films zoals: The Pit and the Pendulum (1961), Tales of Terror (1962), The Comedy of Terrors (1963) en The Raven (1963).
Hij speelde ook in enkele komische films zoals Dr. Goldfoot and the Bikini Machine (1965) en in 1968 speelde hij met Patricia Routledge ook in de musical Darling of the Day.

## Latere carrière
In de jaren 70 presenteerde hij een radioprogramma van de BBC, The Price of Fear, speelde hij een bijrol in het kinderprogramma The Hilarious House of Frightenstein en deed mee in de episode Black Magic uit de serie The Bionic Woman.
Wat veel mensen aansprak, was zijn donkere, scherpe stem, die onder meer terug kan worden gehoord in het nummer  Devil's food  op het album van Alice Cooper Welcome to My Nightmare en in het nummer Thriller van het gelijknamige album van Michael Jackson.
Buiten zijn werk als acteur was Price een fervent kunstverzamelaar en een gewaardeerd kok. Zijn kunstverzameling resulteerde uiteindelijk in de oprichting van de Vincent Price Gallery.

## Dood
Op 25 oktober 1993 stierf Vincent Price aan de gevolgen van longkanker. Hij werd gecremeerd.

## Beknopte filmografie
- The Invisible Man Returns (1940)
- Angel Street (1942)
- Dragonwyck (1944)
- Laura (1944)
- The Keys of the Kingdom (1944)
- Dragonwyck (1946)
- The Web (1947)
- Rogues' Regiment (1948)
- Bagdad (1949)
- The Baron of Arizona (1950)
- Adventures of Captain Fabian (1951)
- House of Wax (1953)
- The Mad Magician (1954)
- The Fly (1958)
- The Bat (1959)
- House on Haunted Hill (1959)
- Return of the Fly (1959)
- The Tingler (1959)
- House of Usher (1960)
- The Pit and the Pendulum (1961)
- Master of the World (1961)
- Tales of Terror (1962)
- Confessions of an Opium Eater (1962)
- Tower of London (1962)
- The Comedy of Terrors (1963)
- The Raven (1963)
- Diary of a Madman (1963)
- The Haunted Palace (1963)
- Twice-Told Tales (1963)
- The Last Man on Earth (1964)
- The Masque of the Red Death (1964)
- The Tomb of Ligeia (1964)
- The City under the Sea (1965)
- Dr. Goldfoot and the Bikini Machine (1965)
- Dr. Goldfoot and the Girl Bombs (1966)
- La Casa de las Mil Muñecas (1967)
- Witchfinder General (1968)
- More Dead Than Alive (1969)
- The Oblong Box (1969)
- Cry of the Banshee (1970)
- Scream and Scream Again (1970)
- The Abominable Dr. Phibes (1971)
- Dr. Phibes Rises Again (1972)
- Theatre of Blood (1973)
- The Devil's Triangle (1974) (stemrol, documentaire)
- Madhouse (1974)
- Journey into Fear (1975)
- Vincent (1982)
- Thriller (1983) (stemrol, videoclip)
- House of the Long Shadows (1983)
- Bloodbath at the House of Death (1984)
- De Speurneuzen (1986) (stemrol)
- The Whales of August (1987)
- The Offspring (1987)
- Vincent Price: The Sinister Image (1988) (documentaire)
- Edward Scissorhands (1990)
- Phantom Manor (1990)
- The Heart of Justice (1992) (tv-film)

- Biblioteca Nacional de España: XX1079001
- Bibliothèque nationale de France: cb12540984g (data)
- Catàleg d'autoritats de noms i títols de Catalunya: 981058521398106706
- CiNii: DA14758838
- Gemeinsame Normdatei: 119405997
- International Standard Name Identifier: 0000 0001 2096 9116
- Library of Congress Control Number: n50021984
- MusicBrainz: bed74675-5a1e-4320-9621-efda4d8f66f9
- Nationale Bibliotheek van Tsjechië: pna2004259328
- Nationale bibliotheek van Australië: 35433363
- Nationale Bibliotheek van Israël: 987007463243405171
- Nationale Bibliotheek van Polen: a0000001254079
- Nederlandse Thesaurus van Auteursnamen: 073206474
- RKD-Nederlands Instituut voor Kunstgeschiedenis: 469088
- Istituto Centrale per il Catalogo Unico: MILV101290
- LIBRIS: 239099
- SNAC: w6tq6pgb
- Système universitaire de documentation: 034680608
- Trove: 951173
- Virtual International Authority File: 118637470
- WorldCat: E39PBJppGtY6hBGGXwdd7wmjmd